# Confucius dispar
Confucius dispar är en insektsart som beskrevs av Nast 1952. Confucius dispar ingår i släktet Confucius och familjen dvärgstritar. Inga underarter finns listade i Catalogue of Life.